# Crescentia
- Commons
- Wikispecies

Crescentia L. é um género botânico pertencente à família Bignoniaceae, encontrada na Flórida, Caribe, sul do México, América Central e norte da América do Sul.

## Sinonímia
- Pteromischus Pichon

## Espécies
| - Crescentia aggregata - Crescentia alata - Crescentia amazonica - Crescentia auculeata - Crescentia confertifolia - Crescentia cujete - Crescentia jasminoides - Crescentia linearifolia - Crescentia mirabilis - Crescentia portoricensis |

## Classificação do gênero
| Sistema | Classificação                        | Referência               |
| ------- | ------------------------------------ | ------------------------ |
| Linné   | Classe Didynamia, ordem Angiospermia | Species plantarum (1753) |